# Pauline Desnuelles
Pauline Desnuelles est une écrivaine franco-suisse née en 1977 à Perpignan.

## Biographie

### Origines et famille
Pauline Desnuelles naît en 1977 à Perpignan. Elle est naturalisée suisse.
Elle est mère de deux enfants.

### Études, parcours professionnel et littéraire
Elle étudie la littérature et la traduction à Lille, Paris et à Berlin,, avant de s'établir à Genève, où elle vit en 2023. Elle passe aussi beaucoup de temps en Valais, à Anzère.
Parallèlement à son activité de traductrice dans plusieurs organisations internationales, elle a écrit trois romans et un récit. Elle a également publié un album jeunesse, Comment j'ai rencontré le minotaure. En août 2023, elle publie le roman Une Ascension, une fiction consacrée en partie à Marguette Bouvier.
En octobre 2023, deux textes inédits paraissent : L'enveloppe dans le quotidien suisse Le Courrier et Contre les Albères dans le Journal des Bains (numéro 30, automne/hiver 2023/2024). Desnuelles publie son quatrième roman, Renarde, en janvier 2025.

## Publications
- Au-delà de 125 palmiers, Éditions de la Rémanence, 2015, 112 pages  (ISBN 1093552190)[8]
- Comment j'ai rencontré le Minotaure (avec Katia de Conti), Éditions du Pas de l'échelle, 2015, 32 pages
- D'ailleurs les gens, Éditions Des Sables, 2016, 150 pages
- 200 mètres nage libre[9],[10],[11],[12],[13], Éditions Emmanuelle Collas, 2018, 152 pages  (ISBN 2490155032)
- Une Ascension[14],[15], Éditions Slatkine, 2023, 186 pages  (ISBN 9782832112465)
- Renarde, Éditions Slatkine, 2025, 176 pages  (ISBN 9782832113653)